# Yuriko Yoshitaka
Yuriko Yoshitaka (吉高 由里子?, Yoshitaka Yuriko; Tokyo, 22 luglio 1988) è un'attrice giapponese.

## Filmografia

### Cinema
| Anno | Titolo                      | Ruolo assunto             | Note         |
| ---- | --------------------------- | ------------------------- | ------------ |
| 2005 | Zoo                         | "Seven Rooms" Room 7 girl |              |
| 2006 | Noriko's Dinner Table       | Yuka Shimbara             |              |
| 2007 | Maruyamacho                 | Seta                      |              |
| 2007 | Kayokyoku Dayo, Jinsei wa   |                           |              |
| 2007 | Adrift in Tokyo             | Fufumi                    |              |
| 2008 | Yubae Shōjo                 |                           | Protagonista |
| 2008 | Kimi no Tomodachi           | Hanai Kyōko               |              |
| 2008 | Cyborg She                  | Studentessa in 22-Century |              |
| 2008 | Hebi ni Piasu               | Lui                       | Protagonista |
| 2009 | Juryoku Pierrot             | Natsuko                   |              |
| 2009 | Kaiji: The Ultimate Gambler |                           |              |
| 2010 | Subete wa Umi ni Naru       |                           |              |
| 2011 | Gantz - L'inizio            | Tae Kojima                |              |
| 2011 | Gantz Revolution            | Tae Kojima                |              |
| 2011 | Kaiji 2                     | Yumi                      |              |
| 2011 | Konzen Tokkyū               | Chie                      | Protagonista |
| 2011 | Himizu                      |                           |              |
| 2012 | Bokura ga Ita               | Nanami "Nana" Takahashi   | Protagonista |
| 2013 | Yokomichi Yonosuke          | Shoko Yosano              |              |

### Televisione
| Anno | Titolo                                           | Ruolo assunto                        | Note                                        |
| ---- | ------------------------------------------------ | ------------------------------------ | ------------------------------------------- |
| 2006 | Jikō Keisatsu                                    |                                      | Episodio 6 - star ospite                    |
| 2006 | Children                                         |                                      | Special                                     |
| 2006 | PS Rashōmon                                      |                                      | Episodio 2 - star ospite                    |
| 2006 | Ii Onna                                          |                                      |                                             |
| 2007 | Jodan Ja Nai!                                    |                                      | Episodio 8 - star ospite                    |
| 2007 | Snakes and Earrings                              | Lui                                  | Protagonista                                |
| 2007 | Yonimo Kimyona Monogatari: Countdown             |                                      |                                             |
| 2008 | Ashita no Kita Yoshio                            | Shinobu Yoimachi                     |                                             |
| 2008 | Atsu-hime                                        | Otetsu                               |                                             |
| 2008 | Konno-san to Asobo                               | Miyuki Konno                         | Protagonista                                |
| 2008 | Average                                          |                                      |                                             |
| 2008 | Taiyō to umi no kyōshitsu                        | Akari Yashima                        |                                             |
| 2008 | Tonsure                                          | Mika Kashiwaba                       | Co-protagonista assieme con Yōichi Nukumizu |
| 2008 | Average 2                                        |                                      |                                             |
| 2008 | The Naminori Restaurant                          |                                      |                                             |
| 2009 | Love Shuffle                                     | Kairi Hayakawa                       |                                             |
| 2009 | Hontō ni Atta Kowai Hanashi: Chi Nurareta Ryokan | Moe Yasuda                           | Special, protagonista                       |
| 2009 | Shiroi Haru                                      | Shiori Nishida                       |                                             |
| 2009 | Ikemen Shin Sobaya Tantei                        |                                      | Episodio 5 - star ospite                    |
| 2009 | Tokyo Dogs                                       | Yūki Matsunaga                       |                                             |
| 2010 | Tofu Shimai                                      | Three sisters: Kinuyo, Momen, Yuriko | Protagonista dell'episodio 5                |
| 2010 | Mioka                                            | Mioka Minegishi                      | Protagonista                                |
| 2011 | Watashi ga renai dekinai riyuu                   |                                      |                                             |
| 2012 | Vampire prosecutor 2                             |                                      |                                             |
| 2013 | Galileo 2                                        |                                      |                                             |

- Kiken na Venus (2020)